# BD Водолея
BD Водолея (лат. BD Aquarii) — одиночная переменная звезда в созвездии Водолея на расстоянии (вычисленном из значения параллакса) приблизительно 42085 световых лет (около 12903 парсеков) от Солнца. Видимая звёздная величина звезды — от +15,8m до +14m.

## Характеристики
BD Водолея — жёлто-белая пульсирующая переменная звезда типа RR Лиры (RRAB) спектрального класса F. Эффективная температура — около 7055 К.